# Municipio de Washington (condado de Muskingum)
El municipio de Washington (en inglés: Washington Township) es un municipio ubicado en el condado de Muskingum en el estado estadounidense de Ohio. En el año 2010 tenía una población de 4288 habitantes y una densidad poblacional de 59,73 personas por km².

## Geografía
El municipio de Washington se encuentra ubicado en las coordenadas 39°59′40″N 81°56′51″O / 39.99444, -81.94750. Según la Oficina del Censo de los Estados Unidos, el municipio tiene una superficie total de 71.79 km², de la cual 70,64 km² corresponden a tierra firme y (1,6 %) 1,15 km² es agua.

## Demografía
Según el censo de 2010, había 4288 personas residiendo en el municipio de Washington. La densidad de población era de 59,73 hab./km². De los 4288 habitantes, el municipio de Washington estaba compuesto por el 92,96 % blancos, el 3,68 % eran afroamericanos, el 0,09 % eran amerindios, el 0,33 % eran asiáticos, el 0,16 % eran de otras razas y el 2,78 % eran de una mezcla de razas. Del total de la población el 0,56 % eran hispanos o latinos de cualquier raza.